# جائزة الولايات المتحدة الكبرى 1967
جائزة الولايات المتحدة الكبرى 1967 هو سباق فورمولا 1 أقيم بتاريخ 1 أكتوبر 1967 في نيويورك. كان العاشر من أصل 11 في بطولة العالم لسباقات الفورمولا واحد موسم 1967.